# Andrea Pirlo
Andrea Pirlo, italijanski nogometaš in trener, * 19. maj 1979, Flero, Lombardija, Italija.
Pirlo je italijanski nogometni trener in bivši igralec. Trenutno je trener turškega kluba Fatih Karagümrük, pred tem je vodil Juventus, za katerega je tudi igral v poznejšem obdobju svoje kariere, med letoma 2011 in 2015.
Kot igralca ga prištevamo med ene najboljših modernega nogometa, saj je imel izjemno tehnično sposobnost, vizijo, pregled nad tekmo in bil hkrati ustvarjalen igralec, ki pa so mu šli izjemno tudi streli od daleč ter prosti streli.
Svojo profesionalno kariero je začel leta 1995 v Brescii, kateri je leta 1997 tudi pomagal osvojiti naslov prvaka Serie B in tako zagotovil napredovanje v Serio A. Leta 1998 je zapustil Brescio in odšel v Inter Milan, za katerega pa je v treh letih zbral le nekaj deset nastopov, saj je šel dvakrat na posojo, enkrat v Reggio ter enkrat v Brescio. Leta 2001 se je nato pridružil Milanu, pri katerem je preživel kar 10 let. Tam je zmagal 9 trofej, vključno z dvema naslovoma italijanskega prvaka (2003/04, 2010/11), dvema naslovoma prvaka lige prvakov (2002/03, 2006/07) in naslov italijanskega pokala (2002/03). Dvakrat je zmagal tudi UEFA Super Pokal (2003/04, 2007/08), enkrat FIFA Svetovni Klubski Pokal (2007) ter enkrat  italijanski Super Pokal (2004/05).
Po sezoni 2010/11, ko je AC Milan zmagal naslov italijanskega prvaka, se je Pirlo odločil, da prestopi k takrat sedmo-uvrščenem Juventusu. Pri Juventusu je ostal štiri leta ter klubu pomagal do kar štirih naslovov italijanskega prvaka (2011/12, 2012/13, 2013/14, 2014/15), pomagal jim je osvojiti tudi dvakrat italijanski super pokal (2012/13, 2013/14) ter enkrat italijanski pokal (2014/15).
Leta 2015 je odšel v New York City FC, nogometni klub MLS-a, kjer je ostal do leta 2017.

## Mednarodna kariera
Pirlo je bil član italijanske reprezentance od 2002 do 2015. Zanjo je zbral 116 nastopov in 13 golov. Prvi pomembni del njegove mednarodne kariere je bil EURO 2004, iz katerega pa je Italija izpadla že po skupinskem delu, ko je končala tretja v skupini C, za Švedsko in Dansko. 
Najpomembnejši trenutek njegove mednarodne kariere je zagotovo osvojitev svetovnega prvenstva leta 2006 v Nemčiji, ko je Italija po enajstmetrovkah izločila Francijo. 
Pirlo je zaigral na vseh treh tekmah skupinskega dela EURA 2008, ko se je Italija uvrstila v izločilne boje z drugim mestom v skupini C, za Nizozemsko. V četrtfinalu je bila Italija primorana igrati brez Pirla in Gattusa, saj sta bila oba suspendirana. Italija je izgubila 4-2 v enajstmetrovkah proti Španiji, ki je kasneje tudi zmagala evropsko prvenstvo. 
Na svetovnem prvenstvu 2010 je Pirlo izpustil prvi dve tekmi skupinskega dela zaradi poškodbe, v tretji tekmi proti Slovaški pa je prišel s klopi, vendar Italji ni bilo pomoči tisto leto, saj so izpadli že v skupinskem delu in to na zadnjem mestu v skupini F, ko je končala za Paragvajem, Slovaško in Novo Zelandijo.
Pirlo je v italijanskem dresu zares zablestel šele na EURU 2012, ko je pomagal Italiji priti v izločilne boje z drugim mestom v skupini C. V četrtfinalu je Italija premagal Anglijo 4-2 v enajstmetrovkah, v polfinalu pa je v rednem delu premagal Nemčijo z 2-1. V finalu je Italijo porazila Španija, s kar 4-0.